# کارل هاینز گیلس
کارل هاینز گیلس (انگلیسی: Karl-Heinz Geils؛ زادهٔ ۲۰ مهٔ ۱۹۵۵) بازیکن فوتبال اهل آلمان است.
از باشگاه‌هایی که در آن بازی کرده‌است می‌توان به باشگاه فوتبال کلن، باشگاه فوتبال آرمینیا بیله‌فلد، باشگاه ورزشی وردر برمن، و باشگاه فوتبال هانوفر ۹۶ اشاره کرد.